# 10148 Shirase
10148 Shirase este un asteroid din centura principală de asteroizi.

## Descriere
10148 Shirase este un asteroid din centura principală de asteroizi. A fost descoperit pe 14 aprilie 1994 la Kiyosato de Satoru Ōtomo. Asteroidul prezintă o orbită caracterizată de o semiaxă mare de 3,21 ua, o excentricitate de 0,14 și o înclinație de 0,5° în raport cu ecliptica.